# منصف (تشريح)
المَنْصَف أو المَنْصِف (بالإنجليزية: Mediastinum) هو جدار يحتل المسافة بين جزأين لعضو أو تحت قسمين في منطقة، خاصة الفراغ بين الكيسين الجنبويين.

## علمالتشريح
وهذا يظهر تحت أربعة أقسام وهي المنصف العلوي، ويقع فوق التامور، ومحدد من الأمام بمقبض القص، ومن الخلف بالفقرات الصدرية الأربعة العلوية، ومن الوحشي بالمنصف الجنبي. وتحتوي على الرغامى والمريء والقناة الصدرية والقوس الأبهري وفروعه، والأوردة الغفل، والوريد الأجوف العلوي، والعصب الحجابي، العصب الحنجري الراجع الأيسر، العصب المبهم، الفروع القلبية والغدد اللمفية والتوتة. المنصف الأمامي ؛ يقع بين القص والتامور، ويحتوي على أنسجة سنخية وغدد لمفية وفروع صغيرة من الشريان الثديي الداخلي. المنصف الوسطي؛ يحتوي على القلب والتامور مع الأعصاب والأوردة الحجابية. المنصف الخلفي؛ يقع خلف التامور، وأمام الفقرات الصدرية الثمانية السفلية، ويحتوي على المريء والقناة الصدرية والأبهر النازل، وبعض فروعه البين الأضلاع والوريد المفرد ونصف الفرد، والعصب المبهم والأعصاب الحشوية الكبيرة، وبعض الغدد اللمفية.